# ويلسون إس. بيسل
ويلسون إس. بيسل هو محامي وسياسي أمريكي، ولد في 31 ديسمبر 1847 في رومي في الولايات المتحدة، وتوفي في 6 نوفمبر 1903 في بوفالو في الولايات المتحدة. نشط حزبياً في الحزب الديمقراطي.